# Adrián López Rodríguez
Adrián López Rodríguez, més conegut com a Piscu (As Pontes, 25 de febrer de 1987) és un futbolista gallec, que ocupa la posició de defensa. Format al planter del Deportivo de La Corunya, debuta amb el primer equip a la temporada 07/08, aprofitant la lesió d'Albert Lopo.